# Paedocypris progenetica
Paedocypris progenetica is een zeer kleine straalvinnige vissensoort uit de familie van de eigenlijke karpers (Cyprinidae).
De wetenschappelijke naam van de soort is voor het eerst gepubliceerd in 2006 door Kottelat, Britz, Tan & Witte. Hij werd ontdekt door de Singaporese ichtyoloog Heok Hui. De soort is endemisch in de Indonesische eilanden Sumatra en Bintan. Hier komt hij voor in turfmoerassen en stromend water.
Het is een van de kleinst bekende vissensoorten ter wereld, samen met soorten zoals Schindleria brevipinguis. Ook is het een van de kleinste gewervelde dieren. Het hield het record voor het kleinst bekende gewervelde dier totdat de nog kleinere kikkersoort Paedophryne amauensis formeel werd beschreven in januari 2012.